# Lycopodium alboffii
Lycopodium alboffii là một loài thực vật có mạch trong Họ Thạch tùng. Loài này được Rolleri mô tả khoa học đầu tiên năm 1979.